# Nobody's Perfect
Nobody's Perfect is een nummer van de Britse zangeres Jessie J. Het nummer is afkomstig van haar album Who You Are.

## Hitnoteringen

### Nederlandse Top 40
| Hitnotering: 30-07-2011 t/m 13-08-2011 | Hitnotering: 30-07-2011 t/m 13-08-2011 | Hitnotering: 30-07-2011 t/m 13-08-2011 | Hitnotering: 30-07-2011 t/m 13-08-2011 | Hitnotering: 30-07-2011 t/m 13-08-2011 |
| Week:                                  | 1                                      | 2                                      | 3                                      |                                        |
| -------------------------------------- | -------------------------------------- | -------------------------------------- | -------------------------------------- | -------------------------------------- |
| Positie:                               | 36                                     | 34                                     | 38                                     | uit                                    |

### NederlandseSingle Top 100
| Hitnotering: (Week 1 t/m 7) 16-07-2011 t/m 27-08-2011 Hitnotering: (Week 8 t/m 9) 10-03-2012 t/m 17-03-2012 | Hitnotering: (Week 1 t/m 7) 16-07-2011 t/m 27-08-2011 Hitnotering: (Week 8 t/m 9) 10-03-2012 t/m 17-03-2012 | Hitnotering: (Week 1 t/m 7) 16-07-2011 t/m 27-08-2011 Hitnotering: (Week 8 t/m 9) 10-03-2012 t/m 17-03-2012 | Hitnotering: (Week 1 t/m 7) 16-07-2011 t/m 27-08-2011 Hitnotering: (Week 8 t/m 9) 10-03-2012 t/m 17-03-2012 | Hitnotering: (Week 1 t/m 7) 16-07-2011 t/m 27-08-2011 Hitnotering: (Week 8 t/m 9) 10-03-2012 t/m 17-03-2012 | Hitnotering: (Week 1 t/m 7) 16-07-2011 t/m 27-08-2011 Hitnotering: (Week 8 t/m 9) 10-03-2012 t/m 17-03-2012 | Hitnotering: (Week 1 t/m 7) 16-07-2011 t/m 27-08-2011 Hitnotering: (Week 8 t/m 9) 10-03-2012 t/m 17-03-2012 | Hitnotering: (Week 1 t/m 7) 16-07-2011 t/m 27-08-2011 Hitnotering: (Week 8 t/m 9) 10-03-2012 t/m 17-03-2012 | Hitnotering: (Week 1 t/m 7) 16-07-2011 t/m 27-08-2011 Hitnotering: (Week 8 t/m 9) 10-03-2012 t/m 17-03-2012 | Hitnotering: (Week 1 t/m 7) 16-07-2011 t/m 27-08-2011 Hitnotering: (Week 8 t/m 9) 10-03-2012 t/m 17-03-2012 | Hitnotering: (Week 1 t/m 7) 16-07-2011 t/m 27-08-2011 Hitnotering: (Week 8 t/m 9) 10-03-2012 t/m 17-03-2012 | Hitnotering: (Week 1 t/m 7) 16-07-2011 t/m 27-08-2011 Hitnotering: (Week 8 t/m 9) 10-03-2012 t/m 17-03-2012 |
| Week: | 1 | 2 | 3 | 4 | 5 | 6 | 7 | | 8 | 9 | |
| --- | --- | --- | --- | --- | --- | --- | --- | --- | --- | --- | --- |
| Positie: | 86 | 78 | 75 | 69 | 83 | 80 | 92 | uit | 19 | 74 | uit |

### VlaamseUltratop 50
| Hitnotering: (Week 1) 13-08-2011 Hitnotering: (Week 2) 27-08-2011 | Hitnotering: (Week 1) 13-08-2011 Hitnotering: (Week 2) 27-08-2011 | Hitnotering: (Week 1) 13-08-2011 Hitnotering: (Week 2) 27-08-2011 | Hitnotering: (Week 1) 13-08-2011 Hitnotering: (Week 2) 27-08-2011 | Hitnotering: (Week 1) 13-08-2011 Hitnotering: (Week 2) 27-08-2011 |
| Week:                                                             | 1                                                                 |                                                                   | 2                                                                 |                                                                   |
| ----------------------------------------------------------------- | ----------------------------------------------------------------- | ----------------------------------------------------------------- | ----------------------------------------------------------------- | ----------------------------------------------------------------- |
| Positie:                                                          | 50                                                                | uit                                                               | 49                                                                | uit                                                               |